# Barrio de Las Nueve Esquinas

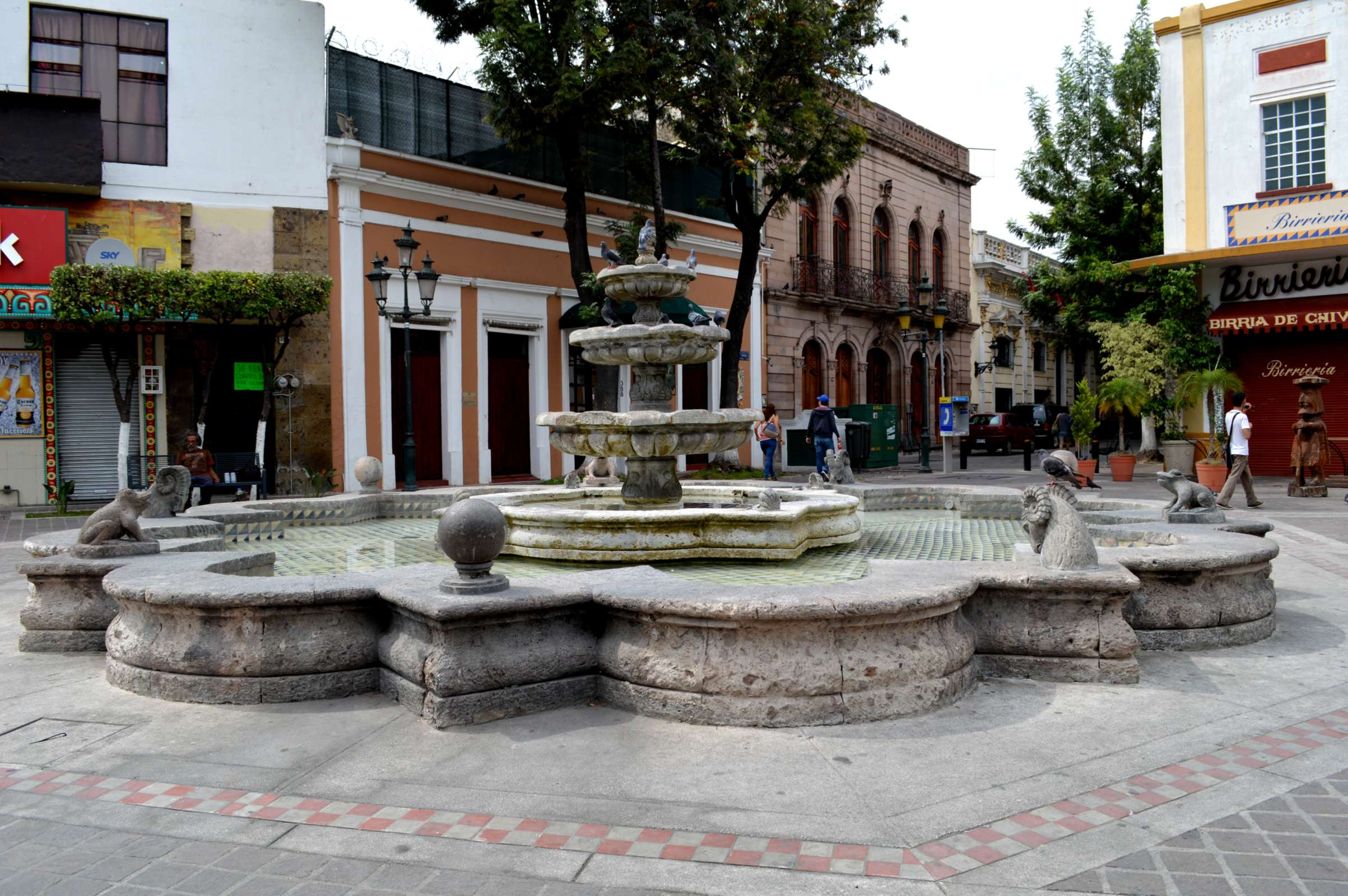
Brunnen auf der Plaza de Las 9 Esquinas

Das Barrio de Las Nueve Esquinas (span. für Viertel der Neun Ecken), auch bekannt als Barrio de San Francisco (Viertel des Heiligen Franziskus), ist ein Barrio südlich des Zentrums von Guadalajara, der Hauptstadt des Bundesstaates Jalisco.

## Geschichte
Das Viertel entstand im 16. Jahrhundert, als Franziskaner in dem bis dahin unbesiedelten Gebiet zwischen der nördlich gelegenen Stadt Guadalajara (dem heutigen Stadtzentrum) und der südlich hiervon gelegenen Gemeinde Mexicaltzingo (heute ein zentrumsnahes Viertel der Stadt) ein Kloster errichteten.
Südwestlich des heutigen Templo de San Francisco de Asís befindet sich die Plaza de Las Nueves Esquinas, die ihren Namen aufgrund der Tatsache trägt, dass an ihr neun Straßen zusammenlaufen. Die teils eigentümliche Straßenführung ist auf die ehemaligen Bachläufe aus dem benachbarten Mexicaltzingo zurückzuführen.
Die Blütezeit des Viertels begann im frühen 19. Jahrhundert mit den aufkommenden Handels- und Verkehrswegen zwischen Mexicaltzingo und Guadalajara, auf deren Strecke es liegt. Die Anlage eines Bahnhofs für den Zugverkehr beschleunigte diese Entwicklung, so dass das Viertel immer mehr Menschen anzog. Die wachsenden Besucherströme brachten einen Mann aus dem Süden von Jalisco auf die Idee, dort seine Birria anzubieten, die sich schließlich so in dem Viertel etablierte, dass es heute rund um die zentrale Plaza de Las Nueves Esquinas mehrere Gaststätten gibt, die auf diese traditionelle Speise spezialisiert sind. Eine weitere Spezialität dieses Viertels ist der Handel und Verkauf von Pitayas.
Am 11. August 1904 wurde in dem Barrio der Schriftsteller, Ethnologe und Drehbuchautor Francisco Rojas González geboren, der 1944 mit dem mexikanischen Literaturpreis ausgezeichnet wurde.